# Bis(chlormethyl)ether
Bis(chlormethyl)ether je organická sloučenina se vzorcem (CH2Cl)2O. patřící mezi chlorované ethery. V minulosti se vyráběl ve velkém množství, ovšem kvůli karcinogenním vlastnostem byla jeho výroba omezena.

## Výroba
Bis(chlormethyl)ether se průmyslově vyrábí z paraformaldehydu a směsi kyseliny chlorsulfonové a sírové. Také se získává jako vedlejší produkt Blancovy chlormethylace, kde vzniká při smíchání formaldehydu a koncentrované kyseliny chlorovodíkové, je také významnou nečistotou v technickém (chlormethyl)methyletheru.

## Použití
Bis(chlormethyl)ether se využívá v textilním průmyslu a jako síťovací činidlo při výrobě iontoměničových pryskyřic. Používal se též při syntéze některých protijedů vůči nervovým jedům (asoximu a obidoximu). Rovněž je účinným činidlem pro chlormethylaci aromatických látek.

## Bezpečnost
Bis(chlormethyl)ether je prokázaným karcinogenem.